# Airis Computer
Airis Computer Corporation (originalmente Pair Computer Corporation) fue una empresa informática estadounidense de pedidos por correo de corta duración, activa desde 1989 hasta 1993. Su único producto, el portátil Airis VH-286, fue muy esperado por su diseño delgado pero potente y su batería de larga duración, debido al uso de baterías C desechables como fuente principal de energía. El producto se enfrentó con una serie de retrasos debido a las regulaciones de la FCC y otras razones no especificadas. Airis colapsó en 1993, en medio de la conclusión de una demanda por infracción de marca registrada con Harris Corporation; los derechos de Airis sobre su marca homónima caducaron a finales de 1992. Tanto Byte como PC Magazine afirman que Airis al final nunca vendió ninguna unidad de la anticipada computadora portátil.

## Historia

### Fundación
Airis Computer Corporation fue fundada en Chicago, Illinois, por Jeffrey A. Maziarek y Steven R. Valentor. La compañía se incorporó inicialmente como Pair Computer Corporation el 24 de julio de 1989, pero pronto la cambió a Airis después de que una búsqueda de marcas registradas en su campo resultó vacía.: 93  Maziarek y Valentor eran exempleados de Zenith Data Systems que abandonaron esa empresa después de que el Groupe Bull la adquiriera en 1989. Valentor era ingeniero de sistemas, mientras que Maziarek trabajaba en el departamento de marketing de Zenith. Las conversaciones para iniciar Airis habían estado en curso durante años mientras los dos trabajaban en Zenith. La incorporación de la empresa se inició después de que los dos recibieran capital de riesgo de Mark IV Realty Corporation en Chicago; como parte del acuerdo, Maziarek tuvo que desempeñarse como vicepresidente de ventas y marketing de PaceMark Technologies, un fabricante de periféricos para impresoras propiedad de Marks, durante seis meses.
A los dos se les unió en Airis el hermano de Maziarek, Mike, quien fue nombrado presidente de la empresa. Antes de Airis, Mike Maziarek fue director de una cadena de tiendas de enmarcación de cuadros y no tenía experiencia previa en el sector tecnológico.: 93  Airis tenía su sede en una oficina de ocho habitaciones : 93  en el segundo piso del edificio Elston Corridor en North Besley Court, cuyo primer piso estaba ocupado por la Chicago Brewing Company. Los dos establecieron Airis para competir en el mercado de las computadoras portátiles con una unidad poderosa pero económica con una batería de alto rendimiento. Debían competir contra líderes del mercado como Compaq y Toshiba. Entregaron el primer prototipo de su primera y única computadora portátil en el Midwest Computer Show en Chicago en mayo de 1990.

### Airis VH-286
La computadora portátil se llamó Airis VH-286 y presentaba un microprocesador Intel 80286 con velocidad de 12.5 MHz, un zócalo para un coprocesador matemático Intel 80287, 2 MB de SIMM RAM estándar (ampliable a 4 MB), un módem integrado de 2400 baudios y una pantalla LCD monocromática nemática súper retorcida que medía 11 pulgadas en diagonal y capaz de mostrar video en resolución VGA, 640 por 480 píxeles. (El prototipo que se mostró en el Midwest Computer Show solo podía mostrar video EGA). Airis obtuvo el disco duro de 2,5 pulgadas y 20 MB del portátil de PrairieTek y Conner Peripherals; los conductores fueron apoyados por 256 KB de caché de página. Mientras tanto, el controlador LCD de la computadora se obtuvo de Chips and Technologies, y su teclado de 82 teclas fue construido por EECO/Maxi-Switch. Airis eligió a un fabricante por contrato en Des Plaines, Illinois, para ensamblar la placa de circuito impreso de la computadora portátil. Su carcasa de plástico se ajustaba casi por completo a presión, a excepción del teclado, que se sujetaba desde la parte inferior con dos tornillos. Según Maziarek y Valentor, se dijo que el ensamblaje final en la sede de la compañía en Chicago tomó solo tres minutos y medio.
Único en ese momento fue el enfoque de la compañía hacia las baterías y el BIOS para el VH-286. Aunque se podía pedir una batería de níquel-cadmio recargable convencional para la computadora portátil, la computadora portátil también admitía el uso de baterías C. Se requerían diez baterías para operar en el último modo; la empresa presumía de una carga de hasta 20 horas con las baterías C, aunque estas baterías son desechables y no se pueden recargar. Mientras tanto, la tecnología BIOS de la computadora portátil hizo uso de un chip EEPROM flash de 128 KB fabricado por Intel. Al cargar una utilidad especial en la ROM que incitaba a los usuarios a marcar el BBS de Airis usando el módem integrado de la computadora portátil, los clientes podrían haber actualizado el chip BIOS a nuevas versiones a medida que salían, lo que podría expandir la vida útil de la computadora mediante la introducción de nuevas funciones. al BIOS, así como parchear errores de firmware y admitir hardware más nuevo. La compañía denominó a esta tecnología TeleROM. De los 128 del chip BIOS KB de memoria de solo lectura, 32 KB es para las funciones del BIOS del sistema, 32 KB es para video BIOS, y los 64 finales KB es para la utilidad de actualización de TeleROM.
El VH-286 medía 12 pulgadas por 10 pulgadas por 2 pulgadas, pesaba 6,5 libras (2,9 kg) incluidas las diez baterías C, y estaba integrado en una caja de plástico negro, descrita por The New York Times como «sorprendentemente atractiva». La computadora carecía de una unidad de disquete incorporada de 3,5 pulgadas, pero se vendió una unidad externa como opción, una decisión que el periódico calificó de controvertida. El portátil vino con MS-DOS 4.0 en ROM.

### Retrasos y declive
El VH-286 fue ampliamente promocionado en la prensa general y tecnológica en su anuncio en junio de 1990. La compañía recibió una crítica positiva en la edición de mayo de 1990 de Byte y apareció en la portada de esa edición. Airis facturó el VH-286 con una fecha de lanzamiento en septiembre de 1990 y un precio de venta al público de 1.899 dólares en julio de ese año. La compañía no cumplió con la fecha límite cuando modificó el diseño de la placa base para incluir un conector de puerto VGA para pantalla de video externa en octubre, fijando una nueva fecha de lanzamiento para noviembre. Airis volvió a retrasar la fecha de lanzamiento por una serie de razones desconocidas a una fecha no especificada en noviembre de 1990, momento en el que la empresa se había reconfigurado como un negocio estrictamente de pedidos por correo. En diciembre de 1990, Airis recibió la certificación FCC Clase B para el VH-286 y, en febrero de 1991, la empresa anunció que el portátil estaría disponible para la venta ese mes. Airis en ese momento empleaba a 10 personas.
En enero de 1992, sin embargo, el editor de PC Magazine, Bill Howard, afirmó que el VH-286 nunca se había enviado, Byte luego repitió esta afirmación en julio de 1995. En octubre de 1991, Harris Corporation presentó una demanda ante la Oficina de Patentes y Marcas Registradas de los Estados Unidos contra Airis por infracción de marca registrada, que concluyó en 1993. En ese tiempo, Airis dejó caducar los derechos de su marca homónima, en diciembre de 1992. Los propios Airis colapsaron el 2 de enero de 1993.